# Malena Halli, Shimoga
Malena Halli là một làng thuộc tehsil Shimoga, huyện Shimoga, bang Karnataka, Ấn Độ.